# Monstre numéro deux
 (mars 2025).

Monstre numéro deux est un film français de moyen métrage réalisé par Antoine Barraud en 2007.

## Synopsis
Un homme, amoureux de sa compagne, l'aime de plus en plus bizarrement. C'est qu'il se mue peu à peu en vampire.

## Fiche technique
- Titre : Monstre numéro deux
- Titre alternatif : Monstre (2)
- Réalisation : Antoine Barraud
- Scénario et dialogues : Antoine Barraud
- Musique : Antoine Dumont
- Décors : Vincent Panossian
- Photographie : Sébastien Koeppel
- Son : Sophie Laloy
- Montage : Xavier Hocq
- Production : Sébastien de Fonseca
- Société de production : Château Rouge Production
- Pays de production : France
- Langue originale : français
- Format : couleur - super 16 (négatif) 35 mm (positif), 1,85:1, son Dolby SR
- Genre : fantastique
- Durée : 36 minutes
- Année de production : 2007 (tournage du 13 mars au 25 mars 2007, à Reims
- Date de sortie : 8 janvier 2014

## Distribution
- Antoine Barraud : l'homme
- Nathalie Boutefeu : la femme
- Jean-Yves Chatelain : le dentiste